# 倒下的宇航员
《倒下的宇航员》（英語：Fallen Astronaut）是一個8.9厘米高的铝製小雕塑，展现一位穿着的宇航员。它是月球上的唯一一件藝術品，由阿波罗15号的成員放在哈德利山上，以紀念在探索太空旅程中犧牲的宇航员。

## 歷史
《倒下的宇航员》是由比利时艺术家保罗·范胡伊东克創作。范胡伊东克与宇航员大卫·斯科特是在一次晚餐宴会上认识的。之後，斯科特希望范胡伊东克能制作一个小雕塑，並以个人名义來纪念那些在航天事业中牺牲的美国和苏联的宇航员们。斯科特對雕塑的要求很多，其中包括轻、牢固、能承受月球上的高温差、没有性别、以及种族特征。此外，斯科特亦希望艺术品沒有任何商业性质成分。斯科特更要求范胡伊东克不要公开自己的名字。

## 纪念牌
1971年7月，《倒下的宇航员》被阿波罗15号的宇航员大卫·斯科特和詹姆斯·艾尔文放在了月球上。旁边还有一块刻着十四位在航天飞行或训练过程中牺牲的美国和苏联的宇航员的名字的纪念牌：
| 宇航员                  | 宇航员 | 死亡日期       | 死因                              |
| ----------------------- | ------ | -------------- | --------------------------------- |
| 西奥多·弗里曼           |        | 1964年10月31日 | T-38教练机遇鳥擊墜毀              |
| 查尔斯·巴塞特           |        | 1966年2月28日  | T-38事故墜毀                      |
| 埃里奥特·希             |        | 1966年2月28日  | T-38事故墜毀                      |
| 罗杰·查菲               |        | 1967年1月27日  | 阿波罗1号地面測試時大火           |
| 古斯·格里森             |        | 1967年1月27日  | 阿波罗1号地面測試時大火           |
| 爱德华·怀特             |        | 1967年1月27日  | 阿波罗1号地面測試時大火           |
| 弗拉基米尔·科马罗夫     |        | 1967年4月24日  | 联盟1号返回大气层後降落伞无法打开 |
| 爱德华·吉文斯           |        | 1967年6月6日   | 交通事故                          |
| 克里夫顿·威廉姆斯       |        | 1967年10月5日  | T-38機件故障墜毀                  |
| 尤里·加加林             |        | 1968年3月27日  | 米格-15战斗机事故墜毀             |
| 帕维尔·别利亚耶夫       |        | 1970年1月10日  | 手術併發症                        |
| 格奧爾基·多布羅沃爾斯基 |        | 1971年6月30日  | 联盟11号返回大气层舱内加压失败    |
| 维克托·帕察耶夫         |        | 1971年6月30日  | 联盟11号返回大气层舱内加压失败    |
| 弗拉迪斯拉夫·沃爾科夫   |        | 1971年6月30日  | 联盟11号返回大气层舱内加压失败    |

## 餘波

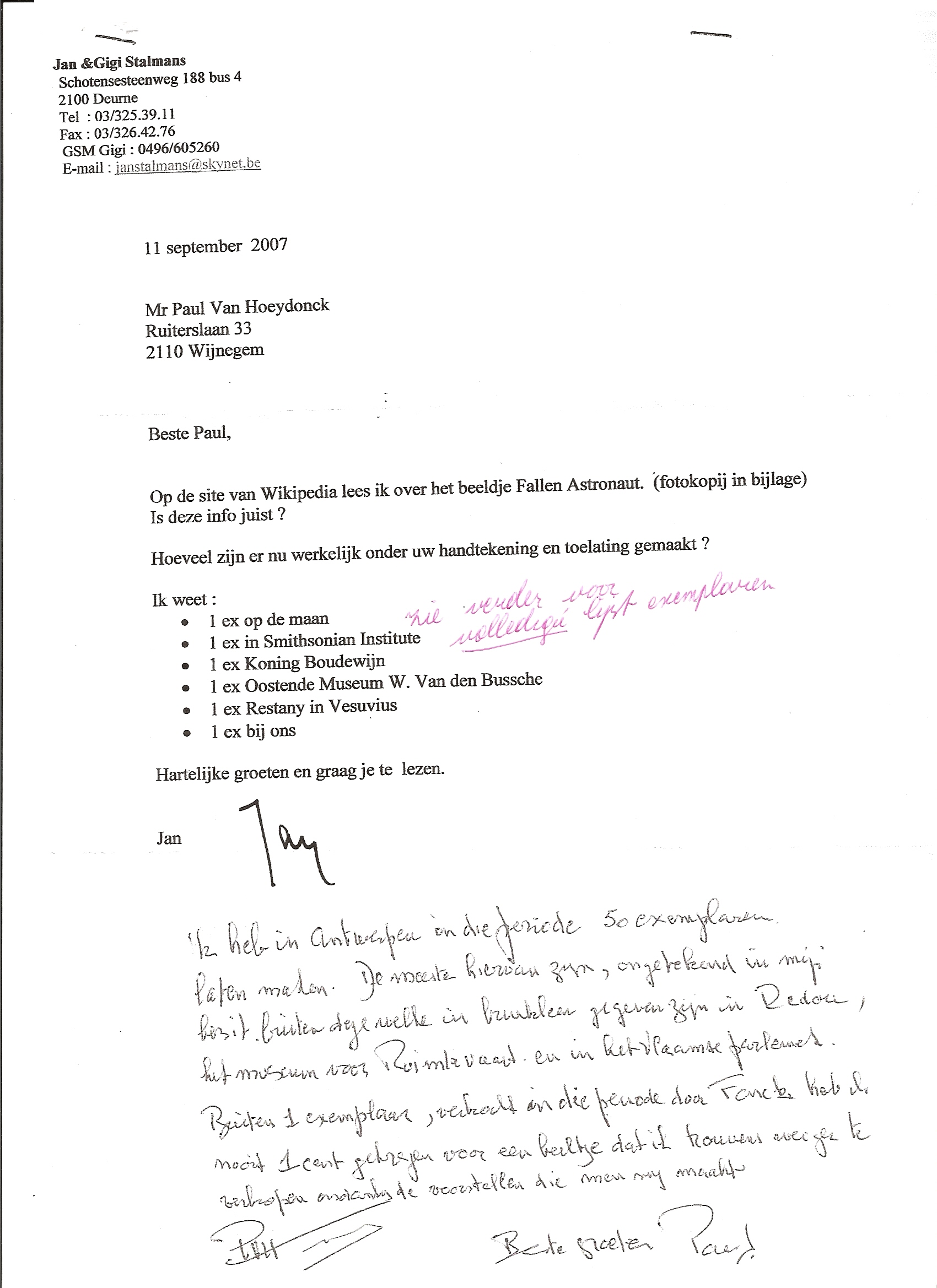
傑·斯塔爾曼寫給保罗·范胡伊东克的信，范胡伊东克在信上寫下了回覆。

完成任务后的新闻发布会上，阿波罗15号的三位宇航员提到了《倒下的宇航员》。美国国家航空航天博物馆要求得到复制品作展品之用。宇航员们答应了，但展出的條件是要令展品“有品味并且不具宣传性”（with good taste and without publicity）。於1972年4月17日，即在哥倫比亞廣播公司主播沃尔特·克朗凯特向公眾揭露此藝術品的一日後，范胡伊东克给予史密森尼学会博物馆一件复制品。此艺术品的复制品目前与纪念牌的复制品一起在博物馆国家广场114號畫廊中展出。
於1972年5月，斯科特得知范胡伊东克計劃製作更多复制品售出。斯科特認為范胡伊东克的行為違反了他們的合約、因此他嘗試說服范胡伊东克停止製作更多复制品。但是，范胡伊东克並沒有聽從。於1972年7月的《藝術在美國》雜誌中，范胡伊东克刊登了一則廣告。范胡伊东克在該廣告中聲稱自己已與纽约市沃德爾美術館（Waddell Gallery）簽定了合約，並計劃將950件复制品以每件750美金的價格售給美術館。他更製作了一個劣質版本的复制品，並僅以每件5美金的價格發售。
廣告被刊登後，美国国家航空航天局立刻批評范胡伊东克的做法。之後，范胡伊东克取消了與沃德爾美術館的合約，因此他沒有售出任何复制品。
於2007年9月，藝術新聞記者傑·斯塔爾曼（Jan Stalmans）在維基百科讀到此事後寫信給范胡伊东克求證。范胡伊东克在回覆中指出他只製作了50件复制品，且它們全部都由他保管。但是，他也承認他曾將一件复制品贈予他人。
范胡伊东克後來又更改了他製作复制品的理由。他聲稱他以為此藝術品是代表全人類，而非倒下的宇航员。他亦聲稱自己不知道藝術品會被用作紀念倒下的宇航员。